# Harve Bennett
Harve Bennett (17. srpna 1930 Chicago, Illinois – 25. února 2015 Medford, Oregon), rodným jménem Harve Bennett Fischman, byl americký televizní a filmový producent a scenárista.
Vystudoval filmovou školu na University of California, Los Angeles, poté začal pracovat jako vedoucí výroby na stanici CBS. Později přešel do programového oddělení ABC, kde se stal viceprezidentem odpovědným za denní program. Na konci 60. let 20. století se přesunul k produkci, jeho prvním dílem byl seriál The Mod Squad (1968–1973) výkonného producenta Aarona Spellinga. V 70. letech produkoval v Universal Studios různé seriály a minisérie, jako např. The Six Million Dollar Man, The Bionic Woman, Rich Man, Poor Man, The Invisible Man a Gemini Man. Následně pracoval u společnosti Screen Gems, kde se na přelomu 70. a 80. let podílel na několika projektech, včetně posledního filmu Ingrid Bergmanové A Woman Called Golda.
Během práce pro Screen Gems spolupracoval také s Paramount Pictures na filmech Star Treku (1982–1989). Produkoval snímky Star Trek II: Khanův hněv, Star Trek III: Pátrání po Spockovi, Star Trek IV: Cesta domů a Star Trek V: Nejzazší hranice, napsal scénář k Pátrání po Spockovi, podílel se na scénáři pro Cestu domů a podílel se na tvorbě příběhů pro Khanův hněv a Nejzazší hranice. Zahrál si i cameo role ve třetím (jako hlas letového zapisovače) a pátém filmu (jako admirál, náčelník operačního oddělení Hvězdné flotily). V 90. letech 20. století dále vytvořil sci-fi seriál Time Trax.